# Missouri-Kompromiss

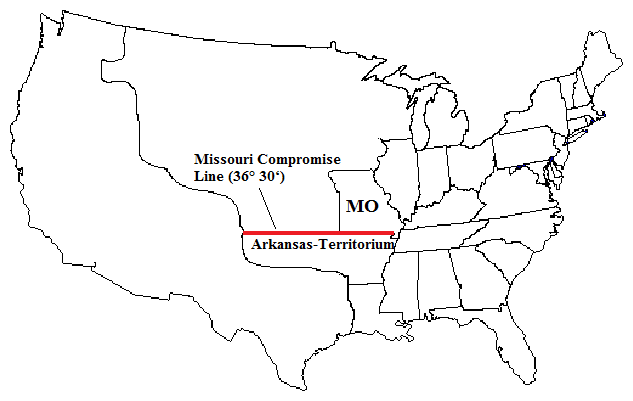
Die Missouri Compromise Line von 1820

Der Missouri-Kompromiss war eine Regelung der Sklavenhaltung, die 1820 in den Vereinigten Staaten während der Präsidentschaft von James Monroe erlassen wurde. Die Abmachung wurde zwischen den Befürwortern und den Gegnern der Sklaverei in den USA getroffen. Sie regelte hauptsächlich die Sklavenhaltung und die Aufnahme von neuen Staaten im westlichen Territorium der USA. Durch den Kompromiss wurde das relativ weit in den Norden reichende Missouri-Territorium als Sklavenstaat Missouri in die Union aufgenommen, während jeder neue Staat nördlich der Compromise Line (36° 30' Breitengrad) sklavenfrei werden sollte. Zugleich sollte der Kompromiss für ein politisches Gleichgewicht zwischen den Nord- und Südstaaten sorgen: Das sklavenfreie Maine wurde von Massachusetts getrennt und am 15. März 1820 als 23. Bundesstaat in die Union aufgenommen, um parallel zur Aufnahme Missouris den Stimmengleichstand im Senat zu erhalten. 
Der Missouri-Kompromiss wurde mit dem Kansas-Nebraska Act vom 30. Mai 1854 aufgehoben. Mit der Entscheidung des Obersten Gerichtshofes im Fall Dred Scott v. Sandford im Jahr 1857 wurde der Missouri-Kompromiss für verfassungswidrig erklärt.

## Politische und wirtschaftliche Situation vor dem Missouri-Kompromiss

### Northwest Ordinance
Die Northwest Ordinance (englisch: An Ordinance for the government of the Territory of the United States northwest of the River Ohio) war eine gesetzliche Regelung des Nordwestterritoriums (historisches Territorium westlich von Pennsylvania und nördlich des Ohio River), die anfangs als ein Vertrag zwischen den existierenden Staaten und den Bewohnern des besagten Territoriums galt. Das Dokument regulierte das Entstehen von neuen, freien und selbständigen Staaten und ihre Aufnahme in die Union. Die neuen Staaten sollten den alten Staaten nicht unterwürfig sein. Die Anordnung garantierte eine Gleichstellung der alten und der neu entstehenden Staaten. Die Regelung wurde am 13. Juli 1787 vom Zweiten Kontinentalkongress verabschiedet. Am 7. August 1789 wurde sie von Präsident George Washington unterzeichnet und vom Kongress ratifiziert. Das Dokument übernahm viele Punkte aus dem von Thomas Jefferson 1784 vorgeschlagenen (und vom Kongress abgelehnten) Plan für die Aufnahme neuer Staaten aus dem Nordwestterritorium („Report of a Plan of Government for the Western Territory“). Die Northwest Ordinance beinhaltete fünf wichtige Regelungen: 
- Erschaffen von einer provisorischen Regierung für das westliche Territorium
- aus dem Territorium sollten mit der Zeit 3 bis 5 Staaten mit mindestens 60.000 Einwohner entstehen
- es lieferte die Methode für die Organisation der Regierung der neuen Staaten
- den neuen Staaten wurde die Bill of Rights garantiert (Religionsfreiheit, das Recht eines Angeklagten auf einen Geschworenenprozess, freier Zugang zu den wichtigen Flüssen der Region und andere Bürgerrechte)
- Im letzten Absatz des Dokuments wurde Sklaverei im Nordwestterritorium verboten:[3]

„Art. 6. There shall be neither slavery nor involuntary servitude in the said territory, otherwise than in the punishment of crimes whereof the party shall have been duly convicted: Provided, always, That any person escaping into the same, from whom labor or service is lawfully claimed in any one of the original States, such fugitive may be lawfully reclaimed and conveyed to the person claiming his or her labor or service as aforesaid.“
Die Anordnung wurde zu dem wichtigsten Dokument in der Verwaltung des Nordwestterritoriums. Die Richtlinien dienten als Grundlage für die Aufnahme aller zukünftigen Staaten in die Union. Durch die Anordnung wurde der Ohio zu einer natürlichen Grenze zwischen den freien und den Sklavenstaaten.

### Die Westexpansion und der zunehmende Gegensatz in den USA
Mit dem Erwerb des 865.000 Quadratmeilen großen Louisiana-Territoriums von Frankreich für 12 Millionen Dollar (also für 0,08 Dollar pro Acre) hatte sich das Territorium der USA 1803 mehr als verdoppelt. Den Expansionisten stand im Westen ein riesiges, fruchtbares Land mit vielen Ressourcen und ökonomischen Möglichkeiten zur Verfügung. Nach dem Britisch-Amerikanischen Krieg (1812–1815) widmeten die USA ihre Aufmerksamkeit verstärkt dem westlichen Territorium. Neue Staaten im Westen entstanden und wurden in die Union aufgenommen (Indiana 1816, Mississippi 1817, Illinois 1818, Alabama 1819). Die Bevölkerung der neu entstandenen Staaten wuchs rasant. Mit der Westexpansion verstärkte sich in den USA die Herausbildung von Regionen mit verschiedenen politischen, wirtschaftlichen und sozialen Interessen. Die Gegensätze zwischen den Süd- und Nordstaaten (eigentlich Nordwesten), die spätestens seit der Amerikanischen Revolution deutlich waren, verschärften sich. Der fundamentale Konflikt bestand in der Frage der Sklavenhaltung. Zwischen 1776 und 1804 wurde die Sklaverei in den Nordstaaten durch staatliche Gesetzgebungen schrittweise verboten. 1804 wurde die Sklaverei in jedem Staat nördlich des Ohio-River und der Mason-Dixon-Linie gesetzlich verboten. Die Produktion von agrarischen Handelsgütern – und damit die treibende wirtschaftliche Kraft der Südstaaten – basierte jedoch auf der Sklavenhaltung.
Als das Tallmadge Amendment (1819) die große Diskussion über die Ausbreitung der Sklaverei auf die neuen Territorien auslöste, bildeten sich in den Südstaaten zwei Richtungen, die die Sklaverei verteidigten. Die einen, vornehmlich Virginier, gaben zwar zu, dass die Sklaverei das große Übel des Landes sei, sie unternahmen aber nichts dagegen, da für sie Sklaverei sei eine Angelegenheit der südlichen Einzelstaaten war, in das sich die anderen Staaten und die Regierung nicht einzumischen hätten. Gleichzeitig gab es eine neue und gewagte Stimme aus dem Süden, die die Sklaverei verteidigte. Diese Befürworter der Sklaverei behaupteten, Sklaverei sei ein Segen für den Sklaven und den Sklavenhalter. Sie versuchten, die Glaubwürdigkeit dieser Aussagen auf dem Neuen Testament zu basieren, das die Institution der Sklaverei befürworte.
Aus der Sklaverei-Frage ergaben sich politische und wirtschaftliche Interessenkonflikte, die später zu dem Austritt der Südstaaten aus der Union und dem Sezessionskrieg in den USA führten. Die Südstaaten, die sich von South Carolina und Georgia über Alabama und Mississippi nach Louisiana erstreckten, verkauften einen großen Teil ihrer Agrargüter an die europäischen Länder. Im Gegenzug erwarben sie benötigte Produkte aus Europa und dem Norden. Im Interesse der Südstaaten waren also niedrige Zölle auf importierte Güter, hohe Preise fürs Land und weniger Macht der Regierung. Sie waren auch gegen  Verbesserungen der Infrastruktur, die das nationale Budget beanspruchen würden, wie z. B. Straßen-, Hafen- und Kanalbau.
Während die Gegensätze zwischen dem Süden und dem Norden immer stärker wurden, wuchs in den Südstaaten die Unruhe, den Einfluss in der Union zu verlieren. Die Bevölkerung der Nordstaaten wuchs schneller als die im Süden. Viel mehr Nordstaatler wanderten in den Westen aus und besiedelten die neuen Staaten. Zusätzlich bestand das Repräsentantenhaus der Vereinigten Staaten 1819 aus 105 Repräsentanten aus den freien Nordstaaten und nur 81 aus den Sklavenstaaten. Um den Senat kontrollieren und für den Süden ungünstige Gesetzgebung blockieren zu können, mussten die Südstaatler die Aufnahme von weiteren Sklavenstaaten forcieren. Im Jahr 1819, nach der Aufnahme von Alabama in die Union,  befanden sich elf Sklavenstaaten und elf freie Staaten in der Union, es herrschte also ein territoriales und politisches Gleichgewicht im Kongress. Mit der Expansion der Union in den Westen wurde die Frage der Sklavenhaltung immer wichtiger und bedeutender. Um 1817 war die Bevölkerung von Missouri, dessen Gebiet im Osten des Louisiana-Territoriums lag, groß genug, um sich für die Aufnahme in die Union zu bewerben. Da die meisten Bewohner des Gebietes aus den südlichen Staaten der USA kamen und ungefähr ein Drittel der Einwohner Sklaven waren, sollte Missouri als ein Sklavenstaat in die Union aufgenommen werden. Im Januar 1819 bewarb sich Missouri für die Aufnahme als Sklavenstaat in die Union, was das bestehende Gleichgewicht zerstört hätte. Dies entfaltete eine Diskussion zwischen den Sklavenhaltern und den Abolitionisten über die Aufnahme weiterer Staaten aus dem Louisiana-Territorium.

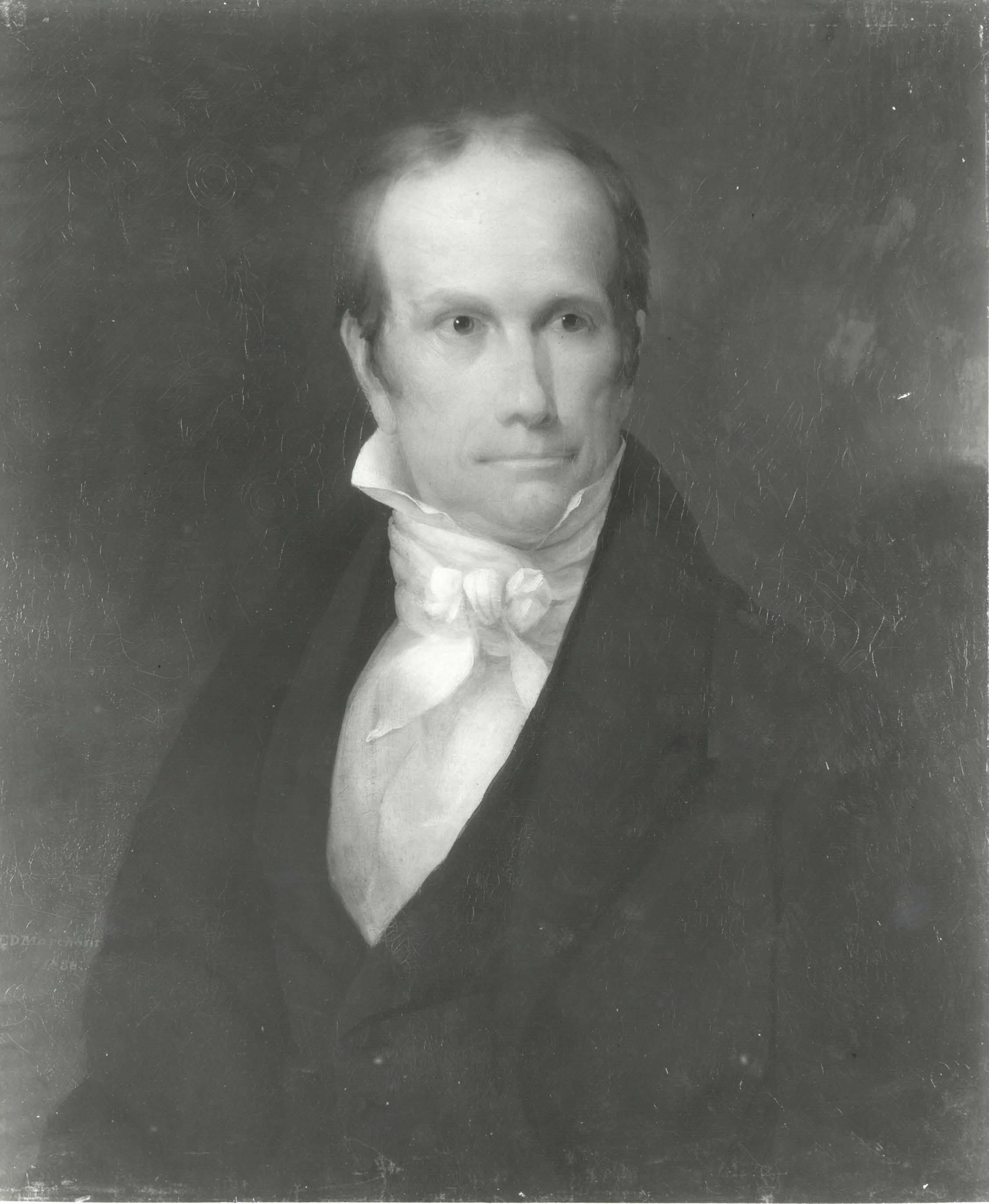
Henry Clay arbeitete den Missouri-Kompromiss aus

## Der Missouri-Kompromiss

### Tallmadge Amendment
Als 1819 der 15. Kongress die Aufnahme von Missouri als den 23. Staat vorbereitete, stellte James Tallmadge aus New York am 13. Februar dem Repräsentantenhaus seine zweiteilige Ergänzung zu dem Aufnahmedokument (Englisch: Tallmadge Amendment) vor. James Tallmadge (1778–1853), Sohn eines Kämpfers der Amerikanischen Revolution, war Rechtsanwalt und Mitglied des Repräsentantenhauses. 
Der Gesetzentwurf von Tallmadge bestand aus zwei Punkten:
- Sklaverei sollte im Staat Missouri verboten werden, es durfte auch kein Sklave mehr in den Staat eingeführt werden
- Alle Sklaven, die nach 1819 in Missouri geboren wurden, sollten ihre Freiheit erlangen, sobald sie 25 Jahre alt wurden:[9]

„And provided, that the further introduction of slavery or involuntary servitude be prohibited, except for the punishment of crimes, whereof the party shall have been fully convicted; and that all children born within the said State, after the admission thereof into the Union, shall be free at the age of twenty-five years.“
Die Ergänzung wurde zunächst vom Repräsentantenhaus durch Mehrheit der Stimmen genehmigt (87 Stimmen dafür, 76 Stimmen dagegen), zehn Tage später aber vom Senat abgelehnt (22 zu 16 Stimmen). Die Diskussion über Missouri wuchs zu einem landesweiten Thema. Die Sklaverei und die Moral dahinter wurden immer öfter hinterfragt. Die Politiker der Nordstaaten fingen an, die Sklaverei öffentlich als nationale Schande zu bezeichnen, und die Bewegung zur Abschaffung der Sklaverei (Abolitionismus) gewann immer mehr Anhänger. In den Südstaaten sorgte das Dokument für viel Aufregung, da sie das Tallmadge-Amendment als eine Bedrohung für die Sklaverei und damit für den ganzen Süden betrachteten. Die Expansion in den Westen war für die südlichen Sklavenstaaten ein Tor zum Einfluss im Land. Außerdem verlangte der Süden, dass nicht die Regierung, sondern die Staaten selbst über die Sklaverei in eigenen Grenzen entscheiden sollten. Die Stimmung in den Nordstaaten war ebenfalls gereizt. Die freien Staaten glaubten, dass Sklaverei die Unabhängigkeitserklärung der Vereinigten Staaten verletze und die Idee der amerikanischen Freiheit beflecke.

### Ursprung und Motivation für das Tallmadge Amendment
James Tallmadge plante ein Bundesprogramm für den Bau von Straßen, Häfen und Kanälen, das von den Bundesgeldern finanziert werden sollte. Das Programm sollte den Nordstaaten den Transport von Rohstoffen und den im Norden produzierten Gütern erleichtern. Tallmadges Pläne stießen auf starke Opposition der Südstaaten, die befürchteten, dass die Ausgaben für die Bauvorhaben zur Erhöhung der Einfuhrsteuer führen würden. Außerdem befürchteten die südlichen Baumwoll- und Tabakpflanzer, dass die hohe Einfuhrsteuer die Preise für ihre Agrarprodukte verringern und die Pflanzer in den Ruin treiben würde. Eine Mehrheit von Mitgliedern aus dem Norden im Repräsentantenhaus würde dem industrialisierten Norden ermöglichen, Programme für interne Verbesserungen, wie das von Tallmadge, durchzuführen. Die Ursprünge und die Motivation hinter dem Tallmadge-Amendment sind bis heute umstritten. In den Jahren vor 1819 hatte der Kongress wenig in die Antisklaverei-Richtung unternommen:
„In the years preceding 1819, Congress had not been the scene of vigorous, sustained antislavery activity, though in 1818 Congress had beaten back a proposed constitutional amendment banning slavery in all new states as well as attempts to impose restrictions on the interstate slave trade.“
Es kann davon ausgegangen werden, dass Tallmadge das Dokument aus politischen und moralischen Gründen vorgeschlagen hat. Wie viele andere Nordstaatler war Tallmadge gegen die Drei-Fünftel-Klausel (englisch: Three-Fifths Compromise), die 1787 eingeführt worden war und besagte, dass drei Fünftel der Sklaven bei der Volkszählung mitgezählt werden sollten. Diese Regelung verschaffte dem Süden mehr Macht im Repräsentantenhaus und dem Wahlmännerkollegium (englisch: Electoral College). Für die Nordstaaten bedeutete das einen größeren Einfluss der Südstaaten auf die Entscheidungen der Regierung. Die Ausbreitung der Sklaverei in den Westen würde bedeuten, dass auch die „Drei-Fünftel-Klausel“ sich im Land verbreiten und den Südstaaten noch mehr Macht verleihen würde. Darüber hinaus sprachen sich viele Nordstaatler aus moralischen Gründen gegen die Sklaverei aus. Eine Aufnahme von Missouri als ein Sklavenstaat in die Union würde zudem bedeuten, dass sich die Sklaverei aus ihren ursprünglichen, traditionellen Grenzen bewegt und die Regionen, die bis jetzt von Sklaverei unbefleckt blieben, die grausame Tradition aus dem Süden weiterführen werden.

### Der Missouri-Kompromiss
Der 16. Kongress versammelte sich erneut im Dezember 1819 und nahm das Thema wieder auf. Die Uneinigkeit über den Vorschlag von Tallmadge blockierte das weitere Vorgehen. Das Repräsentantenhaus wollte die Ergänzung annehmen, der Senat lehnte sie immer noch ab. Die Abgeordneten suchten nach einer Lösung, um den Kongress aus dieser Pattsituation zu befreien. Ein erfolgreicher Vorschlag wurde schließlich am 16. Februar 1820 von dem Senator Jesse B. Thomas von Illinois (1777–1853) unterbreitet, der ein Kompromiss für beide Parteien sein sollte. Er schlug vor, die Aufnahme von Missouri mit der Aufnahme von Maine, das aus dem nördlichen Teil von Massachusetts entstand, als einen freien Staat zu verbinden. Gleichzeitig, um die Stimmung der Nordstaaten zu beruhigen, sollte auf dem Louisiana-Territorium eine Sklaverei-Grenze gelegt werden. Das Gesetz wurde vom Senat mit 24 zu 20 Stimmen erlassen. Im Repräsentantenhaus führte Henry Clay geschickt dazu, Missouri als einen Sklavenstaat ohne die Restriktionen des Tallmadge-Amendments aufzunehmen. Die Stimmenverteilung im Repräsentantenhaus waren 90 für das Kompromiss-Gesetz und 87 dagegen. Obwohl das Tallmadge-Amendment nicht dazu geführt hat, dass Missouri ein freier Staat wurde, hat es einen starken Einfluss auf die Bildung der Compromise Line gehabt.
Das Gesetz wurde am 5. März ratifiziert und am 6. März 1820 von Präsident James Monroe unterzeichnet. Es beinhaltete schließlich drei Punkte:
- Aufnahme von Missouri als Sklavenstaat (erfolgte 1821)
- Aufnahme von Maine als freier Staat (erfolgte 1820)
- jeder neue Staat nördlich der Compromise Line (Südliche Grenze von Missouri, der 36° 30‘ Breitengrad) sollte als ein sklavenfreier Staat in die Union aufgenommen werden

Als direkte Folge spaltete sich Maine am 15. März 1820 von Massachusetts ab und trat als 23. eigenständiger Bundesstaat der Union bei. Die finale Aufnahme von Missouri in die Union wurde noch in der nächsten Sitzung des Kongress diskutiert. Die Diskussionen führten zum zweiten Missouri-Kompromiss.

### Der zweite Missouri-Kompromiss
Die Frage der endgültigen Aufnahme von Missouri wurde bei der nächsten Sitzung des Kongresses (1820/1821) diskutiert. Während der Missouri Constitutional Convention von 1820 wurde die Verfassung für Missouri entworfen. Das Dokument schloss freie Afro-Amerikaner und Mulatten aus, was die Gesetzgeber aus Nordstaaten bei der Sitzung in 1820/21 als eine Provokation sahen. Henry Clay, der die Sitzung geleitet hat, war gezwungen, einen neuen Kompromiss auszuarbeiten. Am 2. März 1821 beschloss der Kongress, dass Missouri nur aufgenommen werden könne, wenn die Ausschlussklausel nie gegen die Freiheiten und Rechte aller freien US-Bürger angewandt würde, die ihnen von der amerikanischen Verfassung garantiert werden. Missouri stimmte der Bedingung zu und wurde damit am 10. August 1821 24. Staat der Union.

### Reaktionen nach dem Missouri-Kompromiss
Die Gegensätze in der Frage der Sklaverei waren spätestens seit der Revolution ein sehr umstrittenes Thema zwischen den Süd- und den Nordstaaten. Die Krise, die der Missouri-Kompromiss auslöste, hat den Antagonismus noch verschärft. Noch nie in der Geschichte war der Antagonismus so offenkundig und bedrohlich. Viele befürchteten, dass die künstlich erschaffene Compromise Line zu der Spaltung im Land führen werde. Schon 1820 äußerte Thomas Jefferson in einem Brief an den amerikanischen Politiker und Befürworter des Missouri-Kompromisses John Holmes seine Bedenken bezüglich der Trennung:
„[…] but this momentous question, like a fire bell in the night, awakened and filled me with terror. I considered it at once as the knell of the Union. it is hushed indeed for the moment. but this is a reprieve only, not a final sentence. a geographical line, coinciding with a marked principle, moral and political, once concieved and held up to the angry passions of men, will never be obliterated; and every new irritation will mark it deeper and deeper.“
Thomas Jefferson war nicht der einzige, der befürchtete, dass die Compromise Line  zum Untergang der Union führen werde. Sogar der Sprecher des Repräsentantenhauses, Henry Clay, bestätigte, dass in den politischen Kreisen über eine „friedliche“ Trennung der Staaten gesprochen werde. Da Henry Clay entscheidend zum Missouri-Kompromiss beigetragen hat, wurde er als „The Great Pacificator“ bezeichnet.

## Aufhebung des Missouri-Kompromisses

### Aufhebung durch den Kansas-Nebraska Act (1854)
In den 50er-Jahren des 19. Jahrhunderts wollten viele Siedler und Unternehmer in das unorganisierte Territorium westlich von Missouri expandieren. Damit sie das Land kaufen und Siedlungen aufbauen konnten, mussten die Gebiete als organisierte Territorien gebildet werden, mit der Option als Staaten in die Union aufgenommen werden zu können. 1854 stellte Senator Stephen A. Douglas aus Illinois (1813–1861) einen Gesetzesentwurf vor, der die Aufteilung des Territoriums westlich von Missouri in zwei neue Territorien vorsah, in Kansas und Nebraska. Gleichzeitig sollten die Bewohner der neu entstandenen Territorien nach der Idee der Volkssouveränität (englisch: popular sovereignty) selbst entscheiden können, ob sie, nach Erreichen einer bestimmten Bevölkerungsanzahl, als freier oder Sklavenstaat in die Union eintreten. Dieses Vorgehen wurde bereits 1850 für die Territorien New Mexico und Utah (beide unter der Compromise Line) angewandt. Der Vorschlag stieß auf sehr starke Opposition seitens der Abolitionisten. Die vorgeschlagene Volkssouveränität in der Frage der Sklaverei würde den Missouri-Kompromiss verletzen, nach dem Kansas und Nebraska als freie Staaten entstehen sollten. Nach monatelangen Disputen und Kontroversen wurde der Kansas-Nebraska Act (eigentlich: „An Act to Organize the Territories of Nebraska and Kansas“) am 30. Mai 1854 verabschiedet. Die Nordstaaten waren über die Entscheidung, das Gesetz zu verabschieden, entsetzt. Der Missouri-Kompromiss, der die Union in den letzten 34 Jahren zusammengehalten hatte, wurde mit dem Kansas-Nebraska Act aufgehoben. In Kansas brachen schwere und blutige Unruhen zwischen den Sklavenhaltern und den Sklavereigegnern aus. Die Gegner des Kansas-Nebraska-Act haben dazu beigetragen, die Republikanische Partei zu gründen, die die Ausbreitung der Sklaverei im Norden verhindern sollte. Der Act brachte die Union um einen Schritt näher zum Bürgerkrieg.

### Verfassungswidrigkeit des Missouri-Kompromisses (Urteil zum Fall Dred Scott v. Sandford 1857)
Der Sachverhalt in dem Gerichtsverfahren vor dem Obersten Gerichtshof der Vereinigten Staaten zwischen dem Sklaven Dred Scott und John F. A. Sanford war ein Antrag eines schwarzen Bürgers auf Entbindung von der Sklaverei. Da Dred Scott über Jahre in dem freien Staat Illinois und auf dem ebenfalls freien Wisconsin-Territorium mit seinem Besitzer gelebt hatte, wollte er sich von der Sklaverei befreien, die ihm nach dem Tod seines Besitzers wieder auferlegt wurde. Der Oberste Bundesgerichtshof beschäftigte sich in dem Fall mit drei Fragen:
- Ist der Missouri-Kompromiss verfassungswidrig?
- Sind Afroamerikaner rechtlich gesehen Bürger der Vereinigten Staaten?
- Kann der Kongress die Sklaverei verbieten?

Der Oberste Gerichtshof entschied am 6. März 1857 gegen Dred Scott. Es wurde entschieden, dass Afroamerikaner rechtlich keine US-Bürger sind, deswegen können sie auch nicht die gleichen Rechte genießen, wie z. B. das Recht, vor Gericht zu klagen. 
Darüber hinaus wurde entschieden, dass der Kongress keine Macht hat, Sklaverei auf dem Territorium des Landes zu verbieten. Sklaven waren Besitz der Sklavenhalter, und der Staat darf dem Bürger seinen Besitz ohne ein gültiges Gerichtsverfahren nicht entziehen (laut des 5. Verfassungszusatzes). Damit wurde der Missouri-Kompromiss als verfassungswidrig erklärt. Die Entscheidung des Obersten Gerichtshofs war ein Sieg für die Sklavenhalter aus den Südstaaten. Das Verdikt sollte auch zu der Klärung der Pro- und Antisklaverei-Fronten führen. Die Auswirkungen der Entscheidung waren aber ganz anders: Im Norden verbreitete und verstärkte sich der Abolitionismus, die junge Republikanische Partei wurde immer kräftiger. Gleichzeitig bildeten sich feindliche Süd- und Nordfronten in der Demokratischen Partei. Die Südstaaten erwarteten einen großen Machtzuwachs. Eine sezessionistische Stimmung verbreitete sich im Land.

## Abschaffung der Sklavenhaltung mit der Verabschiedung des 13. Verfassungszusatzes (1865)
Am 31. Januar 1865 schaffte der 13. Zusatzartikel zur Verfassung der Vereinigten Staaten (englisch: The Thirteenth Amendment to the Constitution of the United States of America) die Sklaverei im ganzen Land endgültig ab:
„Weder Sklaverei noch Zwangsdienstbarkeit darf, außer als Strafe für ein Verbrechen, dessen die betreffende Person in einem ordentlichen Verfahren für schuldig befunden worden ist, in den Vereinigten Staaten oder in irgendeinem Gebiet unter ihrer Gesetzeshoheit bestehen.“
Der Zusatzartikel wurde vom Kongress ratifiziert und war am 18. Dezember 1865 rechtskräftig.